# ジョバンニ・フランチェスコ・ジェメリ・カレリ

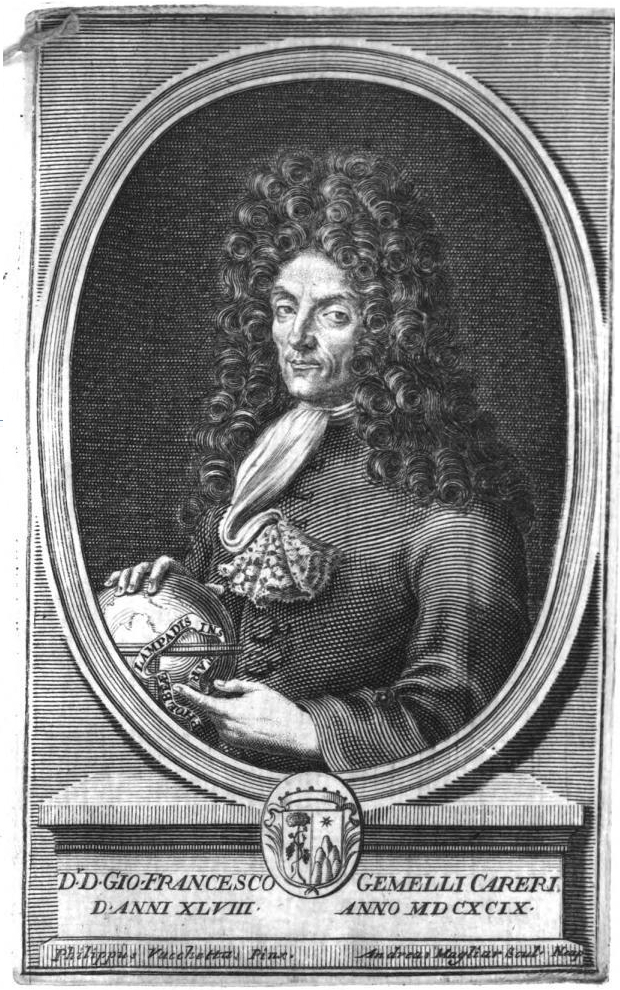
ジョヴァンニ・フランチェスコ・ジェメリ・カレリ。著書『世界一周旅行』の仏語版より。

ジョヴァンニ・フランチェスコ・ジェメリ・カレリ（Giovanni Francesco Gemelli Careri, 1651年 - 1725年）は17世紀イタリアの冒険者・旅行者。公共交通機関を用いて世界を旅した最初のヨーロッパ人の1人であった。カレリの旅はジュール・ヴェルヌが八十日間世界一周を著す契機となったと考えられる。またバチカンのスパイであったとも疑われた。『世界初のバックパッカー』とも言われる。

## 伝記的事項
ジェメリ・カレリは1651年にタウリアノーヴァに生まれ、1725年にナポリで没した。ナポリのイエズス会大学で法学博士号を修得。学業を終えた後の短期間、裁判官となる。1685年に休暇を取り、ヨーロッパ（フランス、スペイン、ドイツ、ハンガリー）を旅する。ハンガリーではトルコ軍がブダを包囲した際に負傷している。
1687年にナポリに帰還し裁判官に戻る。最初の2冊の著書となる『ハンガリー戦役の報告』(Matteo Egizioと共著、1689)と『ヨーロッパの旅』(1693)を書きはじめた。この頃からジェメリは法曹職に不満を覚えるようになった。ジェメリは確立された貴族の出自を持たなかったためにいくつかの機会を奪われていた。最終的に、ジェメリは世界一周旅行のためにキャリアを中断することを決意した。この5年間の旅から、最も良く知られている6巻本『世界を巡る』(1699)を著した。

## 世界の旅
1693年にジェメリ・カレリはエジプト、コンスタンチノープル、聖地（パレスチナ）の訪問から彼の世界旅行を開始した。当時既にこの中東ルートは外地への旅行の一般的なコースとなっており、特筆すべきようなことはあまりない。しかしながら、ここから先はこのイタリア人「旅行者」はそれまであまり通られていなかった道を通る。ペルシアとアルメニアを横断し、南インドを訪れてから中国に入り、中国ではイエズス会がこのような異常なイタリア人の訪問者は教皇のために働くスパイなのではないかと疑った。この思いがけない誤解はジェメリに中国の非常に固く閉ざされていた数々の門戸を開放した。ジェメリは北京で皇帝に謁見し、元宵節の祝典に出席し、万里の長城を見学した。
マカオから、ジェメリ・カレリは海路フィリピンに渡り、マニラのガレオン船が出航するまで2ヶ月間滞在した。ジェメリが日誌に書いているように、アカプルコへの半年間の太平洋横断の旅は酷い食事と疫病の大発生と時折の嵐に見舞われる悪夢であった。メキシコでは、このイタリア人旅行者は地元の貴族たちに旅の逸話を繰り返し語っただけで有名人となった。ジェメリは止むことのない好奇心で首都を越え、いくつもの炭鉱の街やテオティワカンの遺跡を訪問した。5年間の世界放浪の後、キューバの財宝艦隊に合流してジェメリは帰路に就いた。

## 著作
- "Relazione delle Campagne d'Ungheria" 『ハンガリー戦役の報告』 (1689)
- "Viaggi in Europa" 『ヨーロッパの旅』 (1693)
- "Giro Intorno al Mondo" 『世界を巡る』 (1699)
  - "Voyage du Tour du Monde" (1719, パリ: フランス語訳)